# Beata Szalwinska

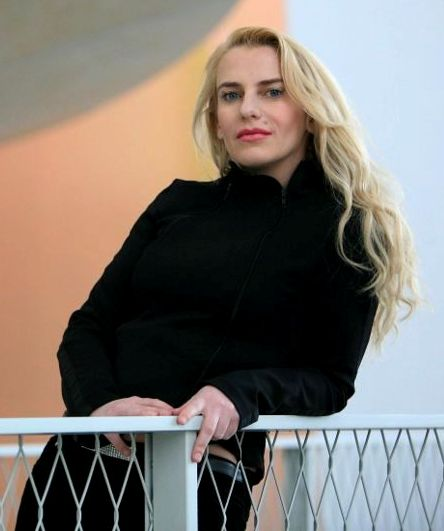

Beata Szalwinska is een Poolse pianist.
Beata Szalwinska werd in Warschau geboren en begon met pianospelen op zesjarige leeftijd. Ze bezocht de Muziekacademie van Warschau, de École Normale de Musique A. Cortot (Parijs) en de Conservatoire de Musique d'Olivier Messiaen van Parijs. Szalwinska heeft een aantal plaatopnamen gemaakt.